# Маргаретта Морріс
Маргаретта Гейр Морріс (англ. Margaretta Morris; 3 грудня 1797, Філадельфія — 29 травня 1867) — американська ентомологиня та ботанічна ілюстраторка.

## Життєпис
Народилася 3 грудня 1797 року у Філадельфії в родині юриста Люка Морріса (1760—1802) і Енн Віллінг Морріс, була однією з 6 дітей. Від 1812 року вона жила, разом з овдовілою матір'ю і неодруженою сестрою, в області Джермантаун у Філадельфії. Сама Маргаретта теж не була у шлюбі. Вона вивчала ботаніку і відвідувала лекції з мінералогії та геології, які читав в Академії Джермантауна Чарлз Джонс Вістер. Ймовірно, вона також відвідувала курс ботаніки, який вів Томас Наттолл. Мати й сестра поділяли її інтереси; остання навіть листувалася з Ейсою Греєм.
Маргаретта Морріс створювала ботанічні ілюстрації для провідних натуралістів свого часу, зокрема, Наттолла і Вільяма Ґембела. Однак вона відома перш за все дослідженнями так званої «сімнадцятирічної сарани» 1840 року і комах, яких вважала гессенськими мухами, шкідниками пшениці (її роботу на цю тему опубліковано 1841 року). 1849 року Морріс зрозуміла, що це був інший представник родини Cecidomyiidae, проте залишені нею описи не дозволяють точно визначити, який саме. Морріс скрупульозно досліджувала життєвий цикл цих комах, особливості їх розмноження, їхніх природних ворогів і способи захисту від них врожаю. Ще однією сферою її інтересів були грибкові захворювання рослин.
Маргаретта Морріс публікувала статті про комах у різних журналах, зокрема в American Agriculturist. 1850 року її статтю про періодичних цикад зачитано на засіданні Американської асоціації сприяння розвитку науки (жінкам не дозволялося самостійно виступати перед чоловічою аудиторією). Того ж року Моріс стала однією з двох перших жінок-членкинь цієї асоціації.
Померла Маргаретта Морріс 29 травня 1867 року.